# Paracis orientalis
Paracis orientalis är en korallart som först beskrevs av Ridley 1882.  Paracis orientalis ingår i släktet Paracis och familjen Plexauridae. Inga underarter finns listade i Catalogue of Life.